# Alexander Alexandrowitsch Bessmertnych

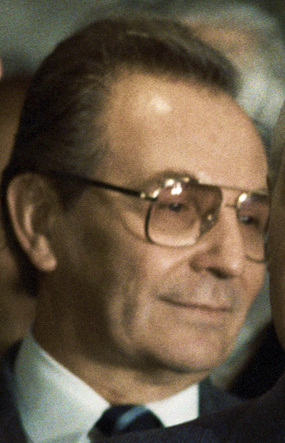
Aleksander Aleksandrowitsch Bessmertnych (1989)

Aleksander Aleksandrowitsch Bessmertnych (russisch Александр Александрович Бессмертных; * 10. November 1933 in Bijsk in der Region Altai) ist ein russischer Wissenschaftler, Politiker und Diplomat.

## Leben
Bessmertnych ist der älteste Sohn seiner Eltern, die insgesamt vier Kinder hatten. Sein russischer Vater (* 1907) starb 1943 im Deutsch-Sowjetischen Krieg. Seine aus dem Altai stammende Mutter (* 1908) starb 1995.
Die Schule besuchte Bessmertnych in Gorno-Altaisk. Im Jahre 1951 nahm er das Studium am Moskauer Staatlichen Institut für Internationale Beziehungen auf, wo er sich auf internationales Recht und internationale Beziehungen der westlichen Länder spezialisierte. Noch während seines Studiums wurde Bessmertnych ins Ministerium für Auswärtige Angelegenheiten der UdSSR eingebunden, wo er in der Abteilung für Öffentlichkeitsarbeit tätig war. Nach Beendigung des Studiums promovierte er 1957 in Rechtswissenschaft.
Bessmertnych beherrscht mehrere Sprachen und schrieb diverse Reden für Chruschtschow.
In den Jahren 1960 bis 1966 arbeitete Bessmertnych als Übersetzer und anschließend in der politischen Abteilung und für den Sicherheitsrat am Sekretariat der Vereinten Nationen in New York City.
Bessmertnych wurde 1966 in den Stab von Außenminister Gromyko beordert, wo er sich auf die sowjetisch-amerikanischen Beziehungen spezialisierte und die Abrüstungsverhandlungen leitete.
Von 1970 bis 1983 arbeitete Bessmertnych als Erster Sekretär und Stellvertreter des Botschafters an der Botschaft der Sowjetunion in Washington, D. C. In dieser Eigenschaft leitete er Gespräche mit den US-Präsidenten Richard Nixon, Gerald Ford, Ronald Reagan, Jimmy Carter und George H. W. Bush.
1983 wurde Bessmertnych in das Kollegium des Ministeriums für Auswärtige Angelegenheiten der UdSSR aufgenommen und zum Leiter der Abteilungen USA und Kanada ernannt. In dieser Eigenschaft bereitete er ein Treffen von Gorbatschow und Reagan in Genf vor.
1988 wurde Bessmertnych zum Ersten Stellvertreter des Ministers für Auswärtige Angelegenheiten berufen.
1990 setzte Gorbatschow Bessmertnych als Botschafter in Washington ein. Nach dem im Dezember 1990 erfolgten Rücktritt von Außenminister Eduard Schewardnadse veranlasste Gorbatschow, dass der Oberste Sowjet Bessmertnych am 15. Januar 1991 mit 421 Für- und 3 Gegenstimmen als Nachfolger berief. Nach dem Augustputsch in Moskau 1991 musste Bessmertnych seinen Ministerposten abgeben.
Seitdem arbeitet Bessmertnych weiterhin auf internationalem Gebiet. Er ist Präsident der Außenpolitischen Assoziation, Vorsitzender des Weltvereins ehemaliger Außenminister, Kovorsitzender des Windsor-Forums, des Russisch-Amerikanischen Forums und Mitglied verschiedener Universitäten und Akademien.
Bessmertnych ist Autor einer Vielzahl von Artikeln und Forschungsergebnissen auf diplomatischem Gebiet sowie Träger des Ordens der Völkerfreundschaft und weiterer Auszeichnungen. Der Vater einer Tochter und eines Sohns lebt mit seiner Frau Marina Wladimirowna in Moskau.
Er ist Mitglied im European Leadership Network.